# Arnay-le-Duc
Arnay-le-Duc é uma comuna francesa na região administrativa da Borgonha-Franco-Condado, no departamento de Côte-d'Or. Estende-se por uma área de 11,93 km². Em 2010 a comuna tinha 1 427 habitantes (densidade: 119,6 hab./km²).